# Agrilus transversesulcatus
Agrilus transversesulcatus es una especie de insecto del género Agrilus, familia Buprestidae, orden Coleoptera.
Fue descrita científicamente por Reitter, 1890.